# Maciej Pałaszewski
Maciej Pałaszewski (ur. 7 kwietnia 1998 we Wrocławiu) – polski piłkarz występujący na pozycji pomocnika w polskim klubie Karkonosze Jelenia Góra. Wychowanek Polaru Wrocław, w swojej karierze grał także w takich zespołach jak Raków Częstochowa i Stomil Olsztyn. Były młodzieżowy reprezentant Polski.

## Statystyki
(aktualne na dzień 28 czerwca 2021)
| Klub                     | Sezon              | Liga               | Liga  | Liga   | Puchar kraju | Puchar kraju | Suma  | Suma   |
| Klub                     | Sezon              | Liga               | Mecze | Bramki | Mecze        | Bramki       | Mecze | Bramki |
| ------------------------ | ------------------ | ------------------ | ----- | ------ | ------------ | ------------ | ----- | ------ |
| Raków Częstochowa (wyp.) | 2016/17            | II liga            | 1     | 0      | 2            | 0            | 3     | 0      |
| Raków Częstochowa (wyp.) | Ogólnie            | Ogólnie            | 1     | 0      | 2            | 0            | 3     | 0      |
| Śląsk Wrocław II         | 2016/17            | III liga           | 21    | 0      | –            | –            | 21    | 0      |
| Śląsk Wrocław            | 2017/18            | Ekstraklasa        | 11    | 0      | –            | –            | 11    | 0      |
| Śląsk Wrocław            | 2018/19            | Ekstraklasa        | 12    | 0      | 3            | 0            | 15    | 0      |
| Śląsk Wrocław            | Ogólnie            | Ogólnie            | 44    | 0      | 3            | 0            | 47    | 0      |
| Stomil Olsztyn (wyp.)    | 2018/19            | I liga             | 12    | 1      | –            | –            | 12    | 1      |
| Stomil Olsztyn (wyp.)    | 2019/20            | I liga             | 21    | 1      | 2            | 0            | 23    | 1      |
| Stomil Olsztyn (wyp.)    | Ogólnie            | Ogólnie            | 33    | 2      | 2            | 0            | 35    | 2      |
| Śląsk Wrocław            | 2020/21            | Ekstraklasa        | 13    | 0      | –            | –            | 13    | 0      |
| Śląsk Wrocław II         | 2020/21            | II liga            | 12    | 2      | –            | –            | 12    | 2      |
| Śląsk Wrocław II         | Ogólnie            | Ogólnie            | 25    | 2      | 0            | 0            | 25    | 2      |
| Ogólnie w karierze       | Ogólnie w karierze | Ogólnie w karierze | 103   | 4      | 7            | 0            | 110   | 4      |